# Джони Пласид
Джони Пласид е френски футболист, вратар, който играе за Бастия.

## Кариера
Започва като юноша в Льо Авър, а през 2008 г. играе в четири професионални срещи за отбора. Същата година играе за националния отбор на Хаити в Олимпийски квалификационен турнир.